# Goran Nikolić
Goran Nikolić (in montenegrino Горан Николић; Nikšić, 1º luglio 1976) è un ex cestista montenegrino.

## Carriera
Con la Serbia e Montenegro ha disputato i Campionati mondiali del 2006.

## Palmarès
- Coppa di Serbia e Montenegro: 1

FMP Železnik: 2003
- Campionato turco: 2

Efes Pilsen: 2003-04, 2004-05
- Campionato tedesco: 1

Alba Berlino: 2007-08